# Symplocos
Symplocos är ett släkte av tvåhjärtbladiga växter. Symplocos ingår i familjen Symplocaceae.
Symplocos är enda släktet i familjen Symplocaceae.

## Bildgalleri

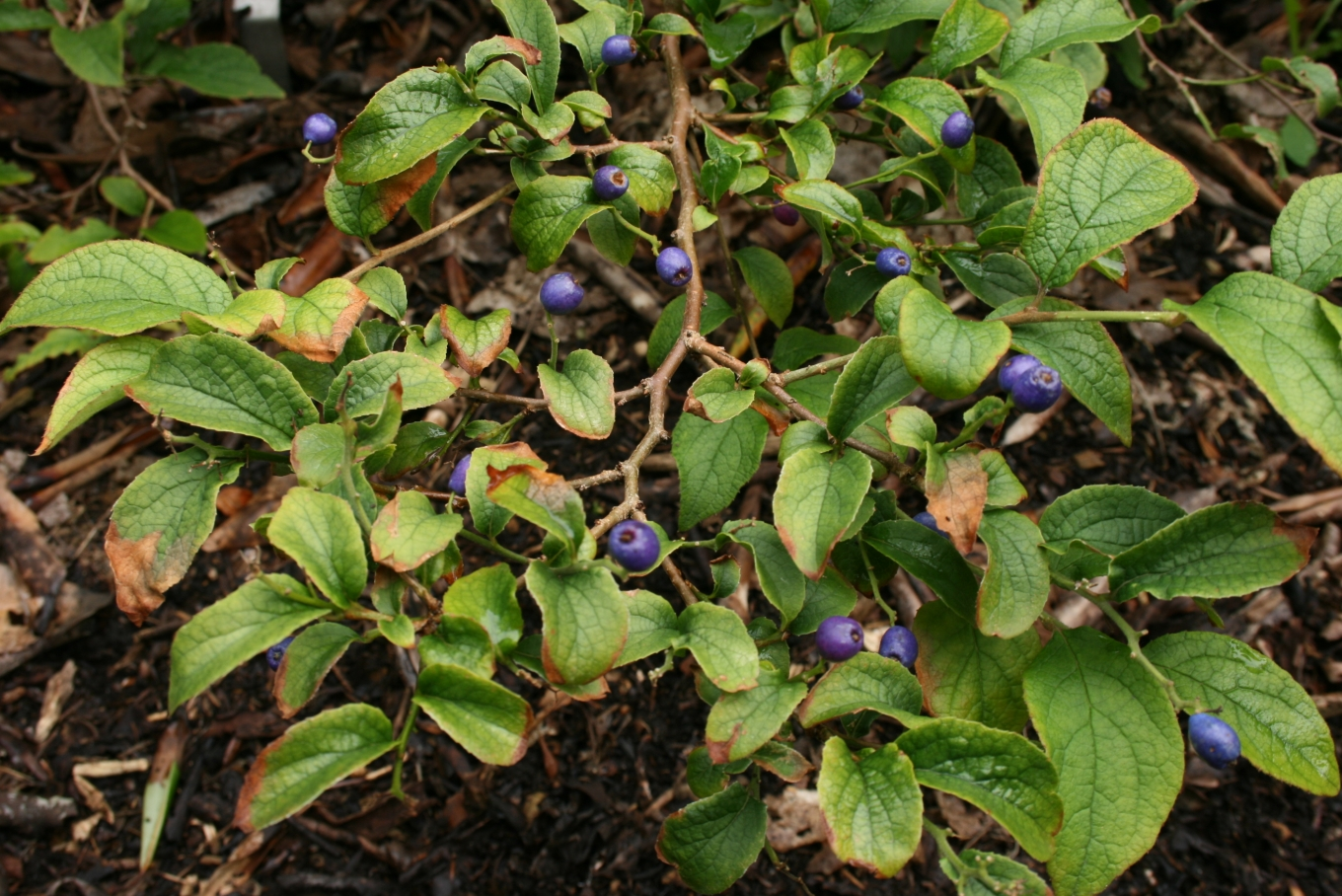
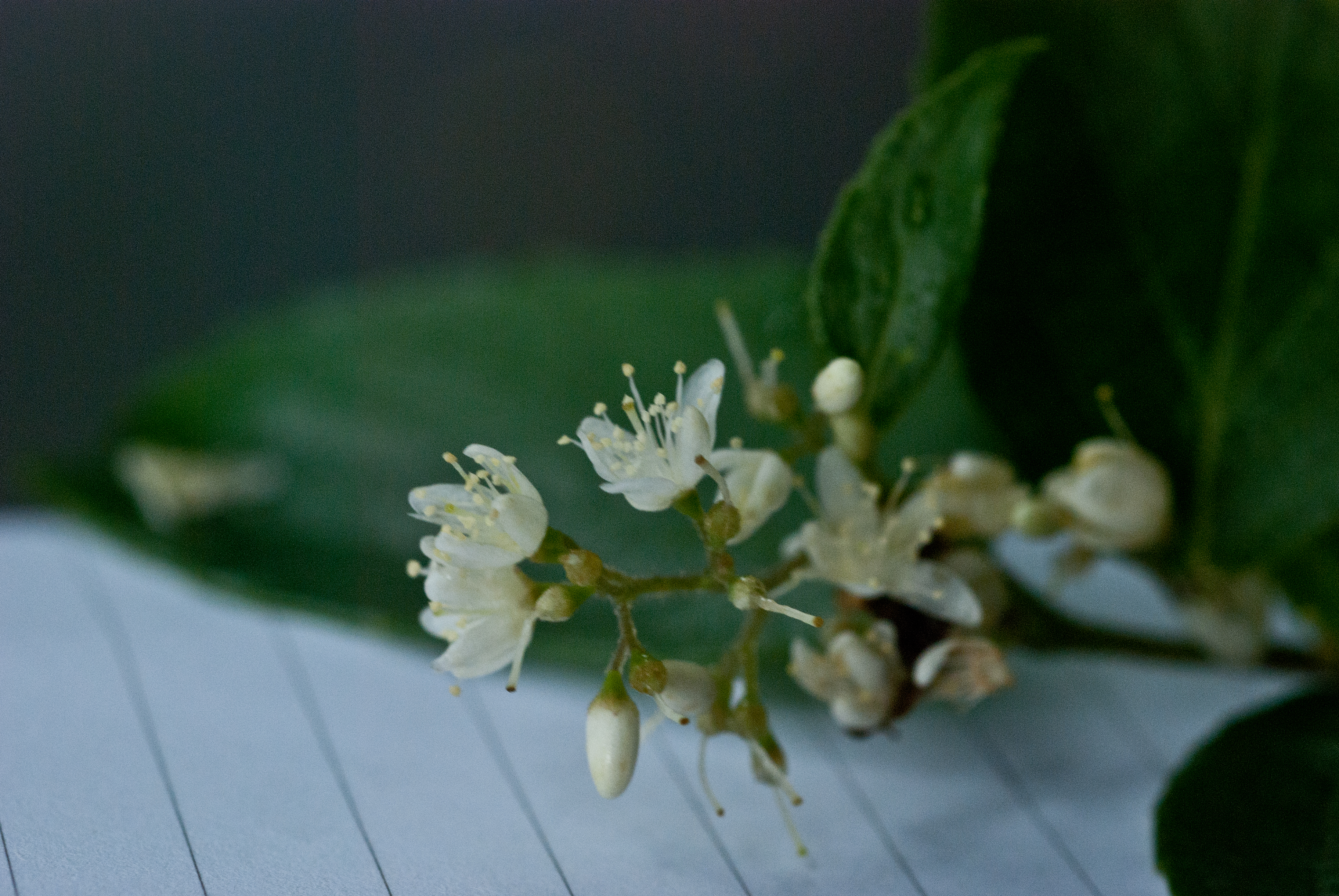
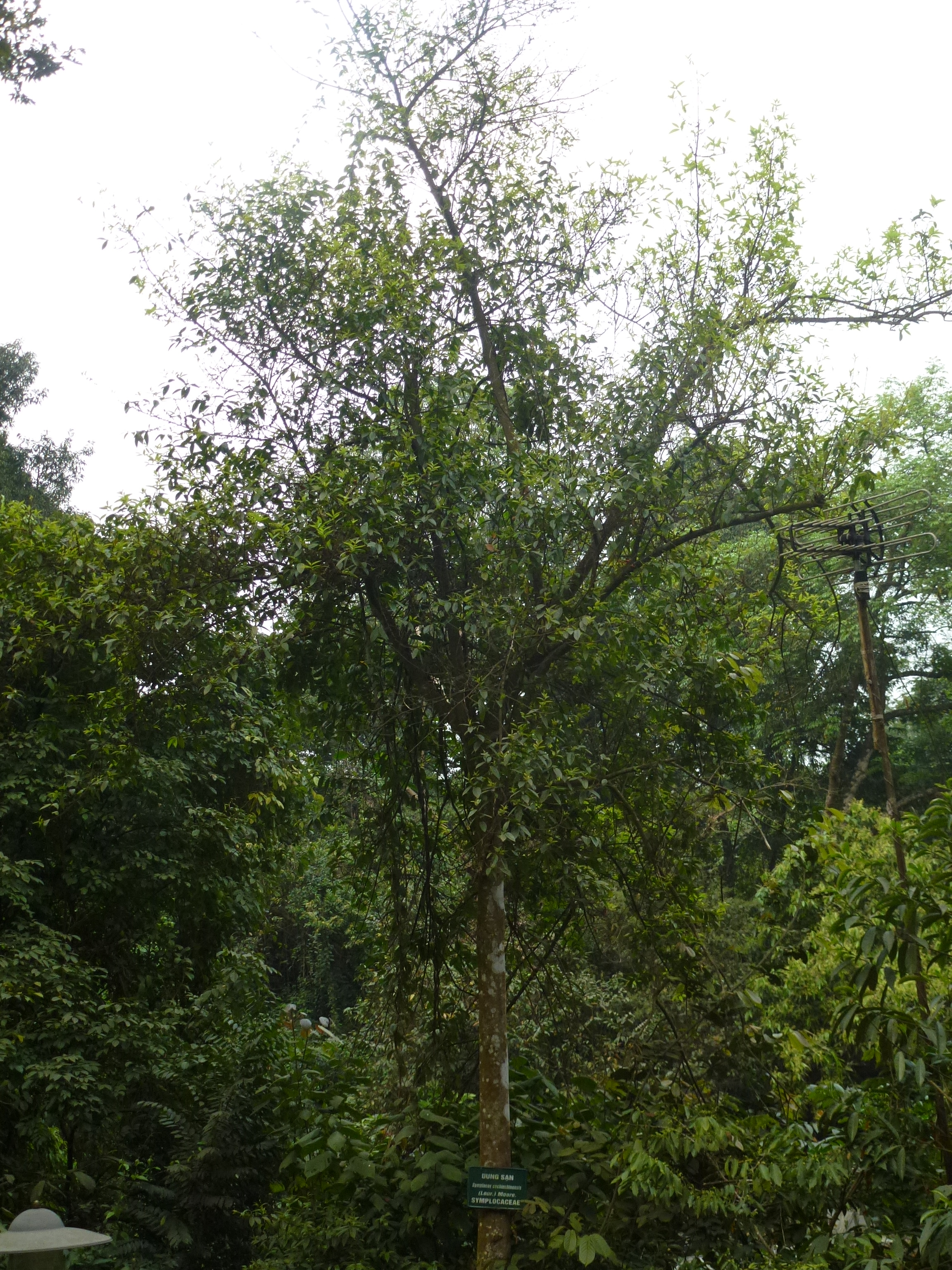
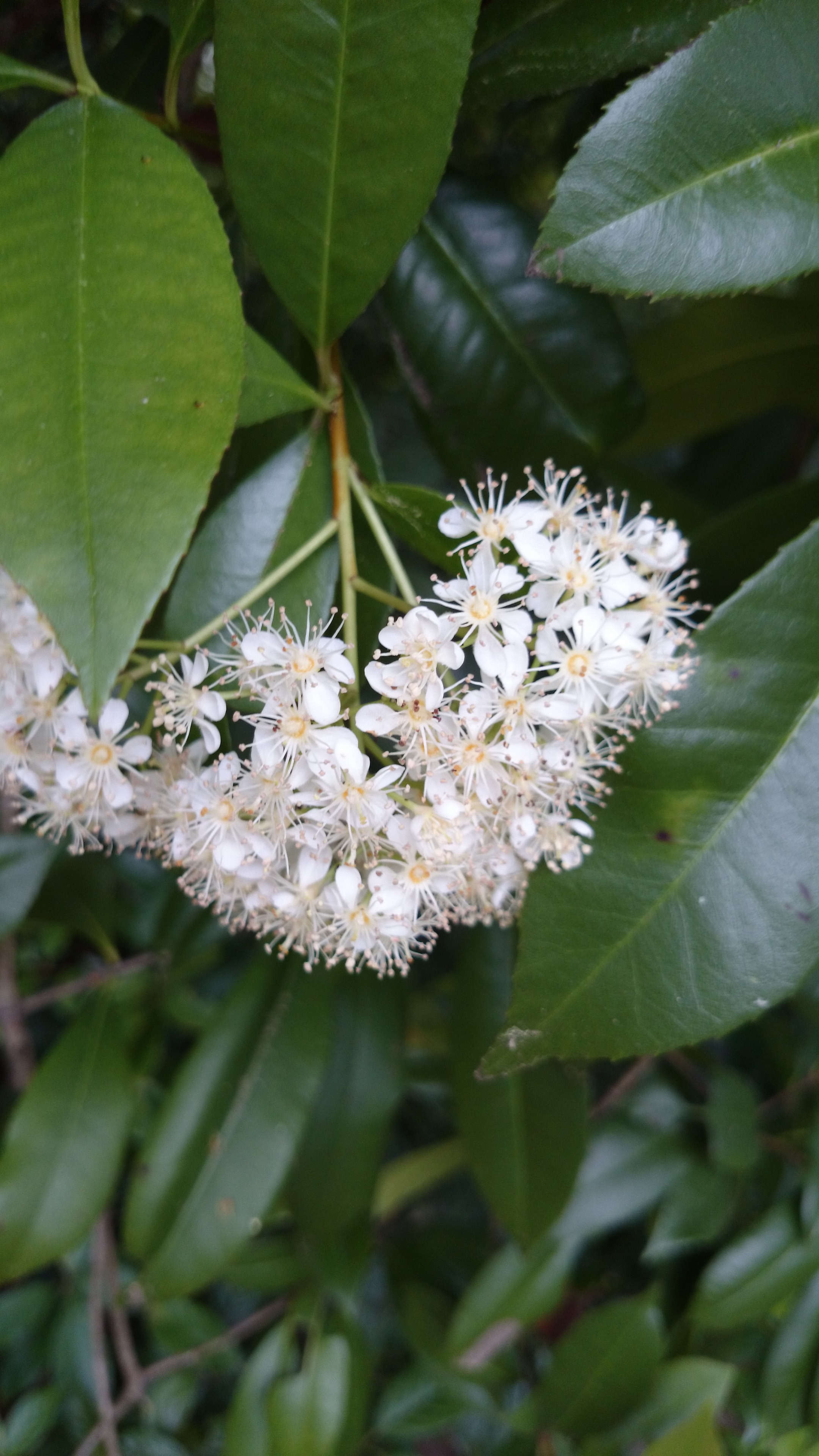
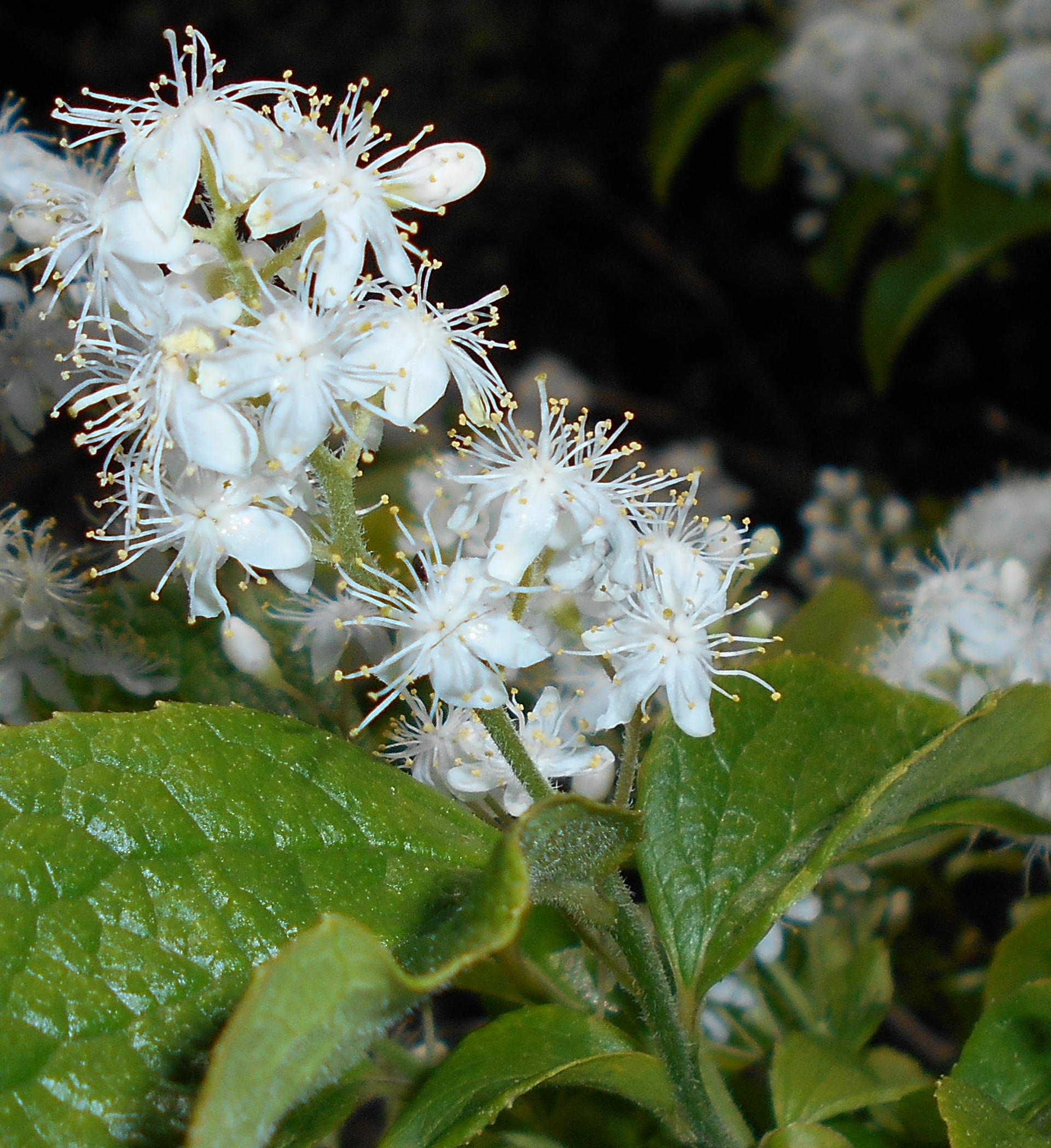
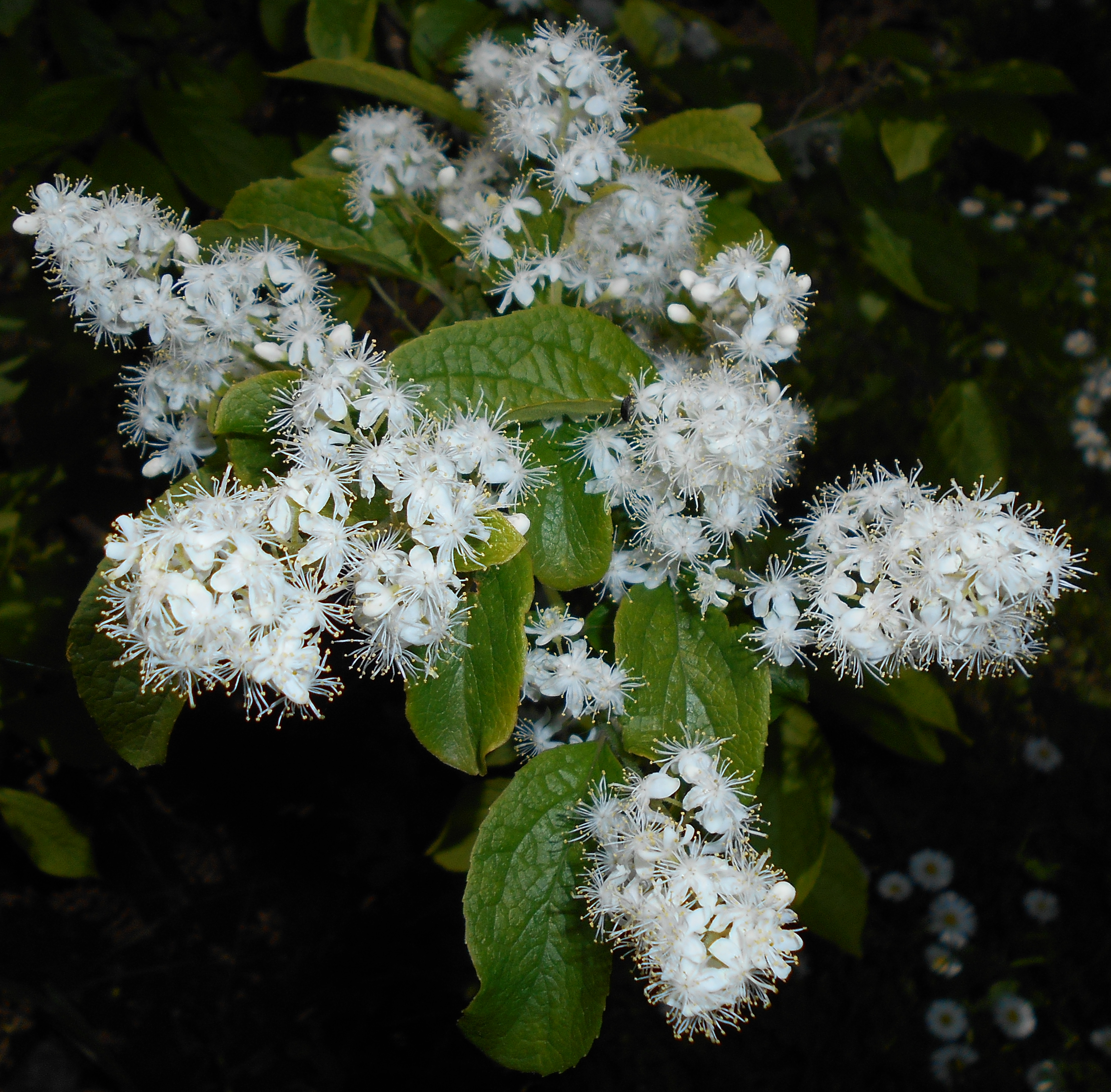
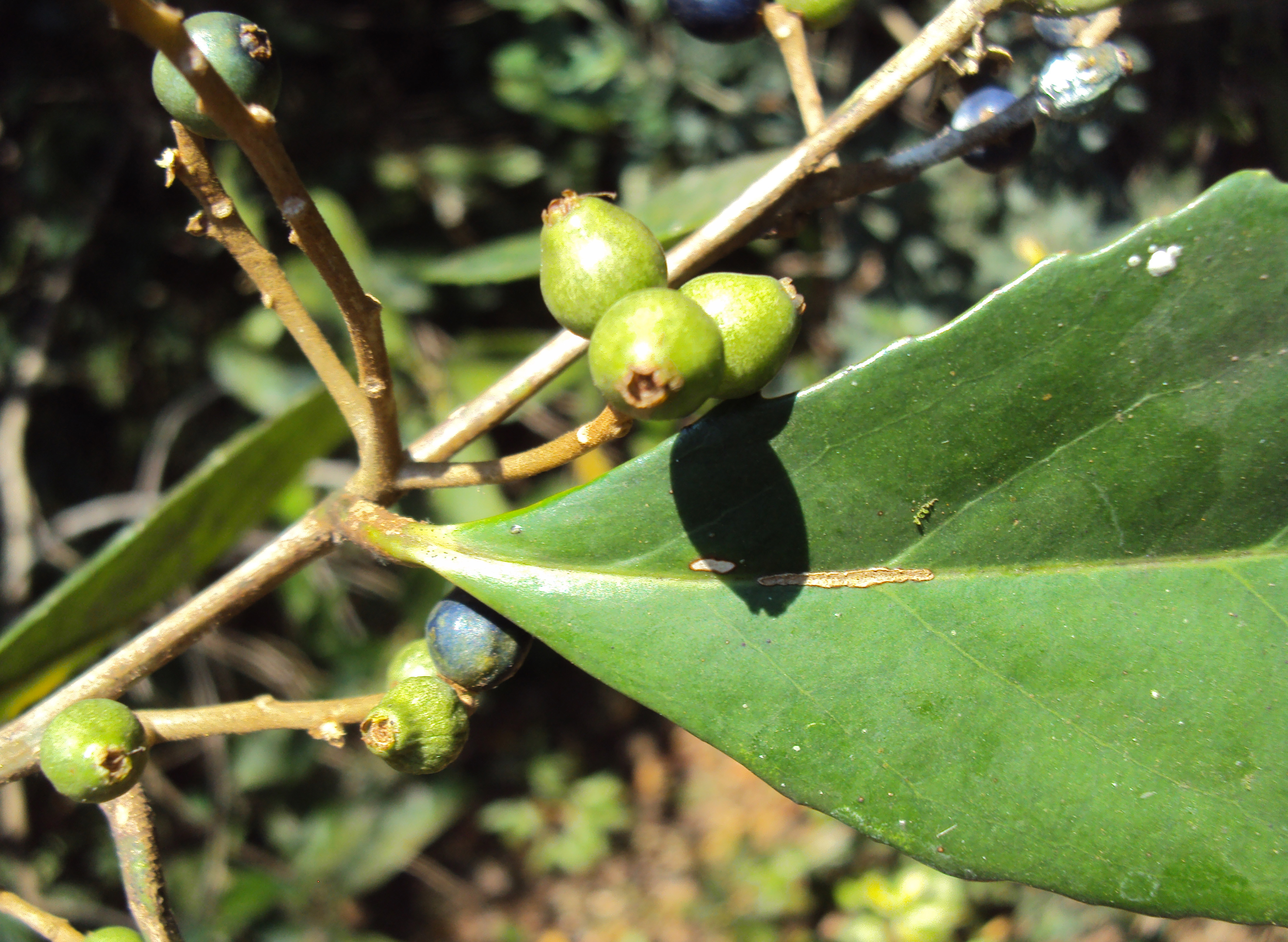

## Dottertaxa tillSymplocos, i alfabetisk ordning[1]
- Symplocos abietorum
- Symplocos acananensis
- Symplocos acuminata
- Symplocos adenophylla
- Symplocos adenopus
- Symplocos altissima
- Symplocos ambangensis
- Symplocos amplifolia
- Symplocos anamallayana
- Symplocos andicola
- Symplocos angulata
- Symplocos annamensis
- Symplocos anomala
- Symplocos apiciflora
- Symplocos aprilis
- Symplocos araioura
- Symplocos arborea
- Symplocos arbutifolia
- Symplocos arechea
- Symplocos argenna
- Symplocos argyi
- Symplocos aspera
- Symplocos atjehensis
- Symplocos atlantica
- Symplocos atroviolacea
- Symplocos austin-smithii
- Symplocos austromexicana
- Symplocos austrosinensis
- Symplocos azuensis
- Symplocos badia
- Symplocos baehnii
- Symplocos baeuerlenii
- Symplocos banaensis
- Symplocos barisanica
- Symplocos barringtoniifolia
- Symplocos batakensis
- Symplocos benthamii
- Symplocos berteroi
- Symplocos bidana
- Symplocos blancae
- Symplocos bogotensis
- Symplocos bolivarana
- Symplocos bombycina
- Symplocos boninensis
- Symplocos boonjee
- Symplocos borneensis
- Symplocos brachybotrys
- Symplocos bractealis
- Symplocos brandisii
- Symplocos breedlovei
- Symplocos bullata
- Symplocos buxifolia
- Symplocos buxifolioides
- Symplocos caerulescens
- Symplocos calycodactylos
- Symplocos cambodiana
- Symplocos canescens
- Symplocos carmencitae
- Symplocos celastrifolia
- Symplocos celastrinea
- Symplocos cerasifolia
- Symplocos cernua
- Symplocos chaoanensis
- Symplocos chimantensis
- Symplocos chloroleuca
- Symplocos ciponimoides
- Symplocos clethrifolia
- Symplocos coccinea
- Symplocos cochinchinensis
- Symplocos colombonensis
- Symplocos columbuli
- Symplocos compacta
- Symplocos composiracemosa
- Symplocos condorensis
- Symplocos congesta
- Symplocos cordifolia
- Symplocos coreana
- Symplocos coriacea
- Symplocos coronata
- Symplocos corymboclados
- Symplocos costaricana
- Symplocos costata
- Symplocos costatifructa
- Symplocos crassilimba
- Symplocos crassipes
- Symplocos crassiramifera
- Symplocos crassulacea
- Symplocos cubensis
- Symplocos culminicola
- Symplocos cundinamarcensis
- Symplocos cuneata
- Symplocos cuscoensis
- Symplocos cyanocarpa
- Symplocos cylindracea
- Symplocos dasyphylla
- Symplocos debilis
- Symplocos decorticans
- Symplocos deflexa
- Symplocos denticulata
- Symplocos disepala
- Symplocos diversifolia
- Symplocos dolichopoda
- Symplocos dolichotricha
- Symplocos domingensis
- Symplocos dryophila
- Symplocos ecuadorensis
- Symplocos elegans
- Symplocos elliptica
- Symplocos estrellensis
- Symplocos euryoides
- Symplocos excelsa
- Symplocos excoriata
- Symplocos extraaxillaris
- Symplocos falcata
- Symplocos fasciculata
- Symplocos filipes
- Symplocos fimbriata
- Symplocos flavescens
- Symplocos flos-fragrans
- Symplocos flos-pilosa
- Symplocos foliosa
- Symplocos fordii
- Symplocos fragilis
- Symplocos fukienensis
- Symplocos fuliginosa
- Symplocos fuscata
- Symplocos gambliana
- Symplocos gibraltarica
- Symplocos gigantifolia
- Symplocos gittinsii
- Symplocos glaberrima
- Symplocos glabra
- Symplocos glabriramifera
- Symplocos glandulifera
- Symplocos glandulosomarginata
- Symplocos glauca
- Symplocos glaziovii
- Symplocos globosa
- Symplocos globulifera
- Symplocos glomerata
- Symplocos golondrinae
- Symplocos goodeniacea
- Symplocos gracilis
- Symplocos graniticola
- Symplocos groffii
- Symplocos guacamayensis
- Symplocos guadeloupensis
- Symplocos guianensis
- Symplocos guillauminii
- Symplocos hainanensis
- Symplocos harroldii
- Symplocos hartwegii
- Symplocos hayesii
- Symplocos heishanensis
- Symplocos henschelii
- Symplocos herzogii
- Symplocos hiemalis
- Symplocos hintonii
- Symplocos hookeri
- Symplocos hottae
- Symplocos hotteana
- Symplocos huegeliana
- Symplocos hylandii
- Symplocos iliaspaiensis
- Symplocos imperialis
- Symplocos incahuasensis
- Symplocos incrassata
- Symplocos insignis
- Symplocos insolita
- Symplocos itatiaiae
- Symplocos jauaensis
- Symplocos johniana
- Symplocos johnsonii
- Symplocos junghuhnii
- Symplocos jurgensenii
- Symplocos kawakamii
- Symplocos kemiriensis
- Symplocos khasiana
- Symplocos koidzumiana
- Symplocos kothayarensis
- Symplocos kurgensis
- Symplocos kuroki
- Symplocos laeteviridis
- Symplocos lanata
- Symplocos lancifolia
- Symplocos lasseri
- Symplocos laxiflora
- Symplocos ledermannii
- Symplocos lehmannii
- Symplocos leiostachya
- Symplocos leochaii
- Symplocos leonis
- Symplocos leucantha
- Symplocos leucocarpa
- Symplocos lilacina
- Symplocos limoncillo
- Symplocos lindeniana
- Symplocos liukiuensis
- Symplocos loii
- Symplocos longiflora
- Symplocos longifolia
- Symplocos longipes
- Symplocos lutescens
- Symplocos macrocarpa
- Symplocos macrophylla
- Symplocos magdalenae
- Symplocos maliliensis
- Symplocos mapiriensis
- Symplocos martinicensis
- Symplocos matthewsii
- Symplocos matudae
- Symplocos megalocarpa
- Symplocos melanochroa
- Symplocos menglianensis
- Symplocos mezii
- Symplocos micrantha
- Symplocos microcalyx
- Symplocos microphylla
- Symplocos microstyla
- Symplocos migoi
- Symplocos minima
- Symplocos moaensis
- Symplocos molinae
- Symplocos monantha
- Symplocos montana
- Symplocos morii
- Symplocos multibracteata
- Symplocos myrtacea
- Symplocos nairii
- Symplocos nakaharae
- Symplocos nana
- Symplocos naniflora
- Symplocos neblinae
- Symplocos neei
- Symplocos neglecta
- Symplocos neillii
- Symplocos neocaledonica
- Symplocos nitens
- Symplocos nitidiflora
- Symplocos nivalis
- Symplocos nivea
- Symplocos nokoensis
- Symplocos novogaliciana
- Symplocos nuda
- Symplocos oblongifolia
- Symplocos obovatifolia
- Symplocos obtusa
- Symplocos octopetala
- Symplocos odoratissima
- Symplocos okinawensis
- Symplocos oligandra
- Symplocos olivacea
- Symplocos ophirensis
- Symplocos oranjeensis
- Symplocos oreophila
- Symplocos oresbia
- Symplocos organensis
- Symplocos ovalis
- Symplocos ovata
- Symplocos ovatilobata
- Symplocos oxyphylla
- Symplocos pachycarpa
- Symplocos panamensis
- Symplocos paniculata
- Symplocos paniensis
- Symplocos parvifolia
- Symplocos patazensis
- Symplocos paucinervia
- Symplocos paucistaminea
- Symplocos pealii
- Symplocos pedunculata
- Symplocos pendula
- Symplocos pentandra
- Symplocos pergracilis
- Symplocos peruviana
- Symplocos phaeoneura
- Symplocos pichinchensis
- Symplocos pilosa
- Symplocos pilosiuscula
- Symplocos pittieriana
- Symplocos platyphylla
- Symplocos pluribracteata
- Symplocos pochinii
- Symplocos poilanei
- Symplocos polyandra
- Symplocos polyphylla
- Symplocos povedae
- Symplocos pringlei
- Symplocos prionophylla
- Symplocos pseudobarberina
- Symplocos psiloclada
- Symplocos puberula
- Symplocos pubescens
- Symplocos pulchra
- Symplocos pulvinata
- Symplocos pycnantha
- Symplocos pycnobotrya
- Symplocos pycnophylla
- Symplocos pyriflora
- Symplocos pyrifolia
- Symplocos quindiuensis
- Symplocos quitensis
- Symplocos racemosa
- Symplocos ramosissima
- Symplocos ramuliflora
- Symplocos rayae
- Symplocos reflexa
- Symplocos reticulata
- Symplocos retusa
- Symplocos revoluta
- Symplocos rhamnifolia
- Symplocos rhomboidea
- Symplocos riangensis
- Symplocos rigidissima
- Symplocos rimbachii
- Symplocos rimosa
- Symplocos rizzinii
- Symplocos robinfosteri
- Symplocos robinsonii
- Symplocos robusta
- Symplocos roraimensis
- Symplocos rubiginosa
- Symplocos rufescens
- Symplocos salicifolia
- Symplocos salicioides
- Symplocos sanaensis
- Symplocos sandemanii
- Symplocos sandiae
- Symplocos sararensis
- Symplocos sawafutagi
- Symplocos saxatilis
- Symplocos scabra
- Symplocos schomburgkii
- Symplocos serratifolia
- Symplocos serrulata
- Symplocos silverstonei
- Symplocos singuliflora
- Symplocos sonoharae
- Symplocos sordida
- Symplocos sousae
- Symplocos speciosa
- Symplocos spectabilis
- Symplocos spruceana
- Symplocos stellaris
- Symplocos striata
- Symplocos suaveolens
- Symplocos subandina
- Symplocos subcuneata
- Symplocos subglabra
- Symplocos subintegra
- Symplocos subsecunda
- Symplocos sukoei
- Symplocos sulcinervia
- Symplocos sumatrana
- Symplocos sumuntia
- Symplocos tacanensis
- Symplocos tamana
- Symplocos tanakae
- Symplocos tanakana
- Symplocos tenuifolia
- Symplocos tetrandra
- Symplocos theiformis
- Symplocos tinctoria
- Symplocos trachycarpos
- Symplocos trianae
- Symplocos tribracteolata
- Symplocos trichocarpa
- Symplocos trichomarginalis
- Symplocos tricoccata
- Symplocos trisepala
- Symplocos truncata
- Symplocos tubulifera
- Symplocos turrilliana
- Symplocos ulei
- Symplocos ulotricha
- Symplocos umbellata
- Symplocos unicarpa
- Symplocos uniflora
- Symplocos vacciniifolia
- Symplocos vanderwerffii
- Symplocos warburgii
- Symplocos vatteri
- Symplocos weberbaueri
- Symplocos venulosa
- Symplocos vernicosa
- Symplocos verrucisurcula
- Symplocos verticillifolia
- Symplocos whitfordii
- Symplocos vidalii
- Symplocos wikstroemiifolia
- Symplocos violacea
- Symplocos viridissima
- Symplocos wooroonooran
- Symplocos wynadense
- Symplocos yangchunensis
- Symplocos yapacanensis
- Symplocos zizyphoides